# Великобайрацька сільська рада
Великобайрацька сільська рада — колишній орган місцевого самоврядування у Миргородському районі Полтавської області з центром у c. Великий Байрак.

## Населені пункти
Сільраді були підпорядковані населені пункти:
- c. Великий Байрак
- с-ще Декабристів
- с. Довгалеве
- с. Цисеве